# Drop Me Off in Harlem
Drop Me Off in Harlem is een song van bigbandleider en componist Duke Ellington, gecomponeerd in 1933. De tekst werd geschreven door Nick Kenny, die op het idee voor de tekst kwam na een opmerking van Ellington. Kenny had een taxi aangehouden en bood Ellington aan een lift te geven. Hij vroeg de bandleider: "Waarheen, Duke?" en hij antwoordde: "Drop me off in Harlem" ("Zet me af in Harlem"). Kenny schreef de tekst en presenteerde het later aan Ellington in de Cotton Club.
Het nummer werd vaak gecoverd, onder meer door Louis Armstrong, Ella Fitzgerald, Charlie Barnet, Stéphane Grappelli, Jay McShann, Dick Hyman en Madeline Bell.